# Cret Viljevski
Cret Viljevski is een plaats in de gemeente Viljevo in de Kroatische provincie Osijek-Baranja. De plaats telt 95 inwoners (2001).